# 三氯氧钒
三氯氧釩，化學式為VOCl3的無機物。這種物質可通過蒸餾的方法得到，在空氣中十分容易水解，是一種強氧化劑。在有機合成中充當反應試劑。

## 性質
三氯氧釩的釩呈正五價，並有反磁性。其分子構形為正四面體，其中O-V-Cl鍵鍵角為111°，Cl-V-Cl鍵鍵角為108°，V-O鍵和V-Cl鍵健長分別為157和214pm。三氯氧釩在水中反應劇烈，靜置時會產生氯氣。其可溶於非極性溶劑，如苯，二氯甲烷，己烷。在某種程度上，三氯氧釩和三氯氧磷化學性質相似。一個不同點是，三氯氧釩是強氧化劑，而磷化物不是。

## 製備
VOCl3可由V2O5與氯氣反應製得，反應過程中，環境溫度約保持在600°C：
3 Cl2 + V2O5  →  2 VOCl3 + 1.5 O2
當V2O5和碳混合，環境溫度在200-400 °C時，碳會充當脫氧劑，就像碳在克羅爾法中將TiO2轉化為TiCl4的作用一樣。
三氧化二釩也可用作反應前體物：
3 Cl2 + V2O3  →  2 VOCl3 + 0.5 O2
更典型的實驗室製法是用SOCl2氯化V2O5：
V2O5 + 3 SOCl2  →  2 VOCl3 + 3 SO2

## 相關反應

### 水解和醇解
三氯氧釩在水中會迅速水解為五氧化二釩和鹽酸。在化學框模板的最上面一幅圖中，可見到在燒杯壁有橙色的V2O5生成。該過程中間會有VO2Cl生成：
2 VOCl3 + 3 H2O  →  V2O5 + 6 HCl
VOCl3可與醇類反應，生成醇鹽，特別是在質子接受體（如Et3N）前面：
VOCl3 + 3 ROH  →  VO(OR)3 + 3 HCl （R = Me，Ph等）

### 互換成其他V-O-Cl化合物
VOCl3也可用於合成VOCl2：
V2O5 + 3 VCl3 + VOCl3  →  6 VOCl2
一氯二氧釩可由含有Cl2O的罕見反應製備：
VOCl3 + Cl2O  →  VO2Cl  +  2 Cl2
大於180°C時，VO2Cl分解為V2O5和VOCl3。同樣，VOCl2也可分解為VOCl3和VOCl。

### 加合物
VOCl3是一種強路易斯酸，其趨向於與乙腈、胺等各種鹼基形成加合物。在形成的加合物中，釩會由原先的V4幾何四面體變為V6八面體：
VOCl3 + 2 H2NEt  →  VOCl3(H2NEt)2

### VOCl3用於烯烴聚合
VOCl3在製備乙丙橡胶（實三元乙丙橡胶，EPDM）的反應中可用作催化劑或預催化劑。